# ببيلا
ببيلا بلدة ومنطقة سكنية تقع في غوطة دمشق الغربية، تبعد عن مقام السيدة زينب حوالي 4 كم، وعن مركز مدينة دمشق ساحة الشهداء (المرجة) حوالي 4 كم، سكانها سوريين مسلمين سنّة، تشتهر ببيلا بوجود عدد كبير من صالات الأفراح والمناسبات، والأسواق والمحلات التجارية.
بلغ عدد سكان ببيلا 341625 نسمة حسب تعداد عام 2004.

## ببيلا اليوم
مساحتها: 302 هكتار 3 كم2.
حدودها: شمالا أراضي الشاغور، جنوبا قبر الست السيدة زينب، غربا يلدا (ريف دمشق)، شرقا بيت سحم وعقربا.
تقسم إلى ثلاثة أحياء: حي ببيلا وحي سيدي مقداد وحي القزاز . تم إنشاء العديد من التجمعات السكنية الحديثة في ببيلا نتيجة أزمة السكن في دمشق و نظرا لقربها من مركز المدينة وتوافر الخدمات الحياتية .
فيها العديد من المدارس الابتدائية والاعداية وثانويتان وعدد من المعاهد الخاصة ومراكز التدريب
فيها منشأة رياضية كبيرة تمارس فيها عدة أنشطة رياضية. 
 تجد في ببيلا اليوم كل ما تتطلبه الحياة المدنية الحديثة من سلع وخدمات . يمارس معظم سكانها  المهن اليدوية والصناعية والقلة منهم لا زالت تعمل بالزراعة 
الكثير من أبناء ببيلا يحملون الشهادات العليا ومنها شهادات الماجستير والدكتوراة.
تشتهر بلدة ببيلا بكثرة محلات اللحوم الطازجة التي تستقطب الزبائن من الأماكن القريبة . كما تم افتتاح عدد كبير من صالات المناسبات في بلدة ببيلا التي أصبحت تشتهر بهذا المجال . كما تشتهر أيضا بالخضار الطازجة وخاصة الخيار الببيلي . كما تشتهر بمتاجر ومعامل الاثاث والديكور المنزلي التي تصنع بحرفية وإتقان .
أهل ببيلا: يغلب على أهل ببيلا الالتزام الديني وحب أهل العلم والشيوخ، كما يهتم أهلها بالمناسبات الدينية بشكل كبير وواضح كعيد الفطر و الأضحى والمولد النبوي الشريف ورأس السنة الهجرية ويقيمون حفلات إنشادية و مجالس ذكر وصلاة على النبي، ولقد بُني فيها مؤخراً عدد كبير من المساجد كمسجد البراء ابن مالك و عمر بن الخطاب وتم تجديد وترميم جامع البلدة الأثري ، وتخرج من أبنائها عدد كبير من المعاهد الشرعية وخاصة معهد الفتح الإسلامي ومعهد الشيخ بدر الدين الحسني .

## ببيلا تاريخيا
يعود تاريخها إلى العهد اليوناني وتحوي العديد من الآثار التي تعود للعهود السابقة وأهم آثارها الباقية إلى الآن القناة الرومانية المسماة قناة أم رانس والدوار القديم والمسجد القديم الذي يرجع تاريخه لبدايات الإسلام في سوريا والشام . 
شارك أبناء البلدة في الثورة السورية في أواخر عام 2011 وقاموا بتنظيم مظاهرات سلمية تطالب بالحرية و العدالة الاجتماعية و إسقاط النظام السوري . 
استشهد العديد من ابنائها في النزاع مع النظام السوري ، بعد ذلك تم فرض حصار خانق من قبل قوات النظام السوري على بلدة ببيلا والمناطق المجاورة  مما أدى إلى حالات وفاة جراء نقص المواد الغذائية و الطبية .